# 里翁-安迪里翁大桥
里翁-安迪里翁大桥（希臘語：Γέφυρα Ρίου-Αντιρρίου），又称哈里劳斯·特里库皮斯大桥（Γέφυρα Χαρίλαος Τρικούπης），是希腊的一座跨越科林斯灣的桥梁。它连接希腊大陆西部的安迪里翁与伯罗奔尼撒半岛西北上帕特雷附近的里翁。

## 技术数据
大桥全长2,883米，其中跨海的主桥长2,252米，从里翁方向的引桥长392米，从安迪里翁方向的引桥长239米。主桥有四座桥墩，边缘的桥墩到引桥间的距离为286米，桥墩之间的距离为560米。里翁-安迪里翁大桥是世界上第三长的斜拉桥。
每座桥墩在海面以上的高度为160米，水下的高度达65米。每个桥墩位于一直径为90米的地基上，每个地基有200根长达30米的钢柱插入海底组成。由于大桥位于强地震区上，在建筑施工时为了保障高度的桥梁安全性采取了非常费力的措施。按照设计强度达七级的地震以及桥墩之间距离错位两米均不应该导致桥梁受破坏。此外总登记吨位达18万吨的油轮的碰撞和风速达250千米每小时的大风也不应该造成破坏。
里翁-安迪里翁大桥的伸缩缝是目前类似桥梁中最大的。在其最高处桥面宽27.2米，厚2.82米，离海面的高度为52米，这样即使大船也能够通过。

## 建设过程

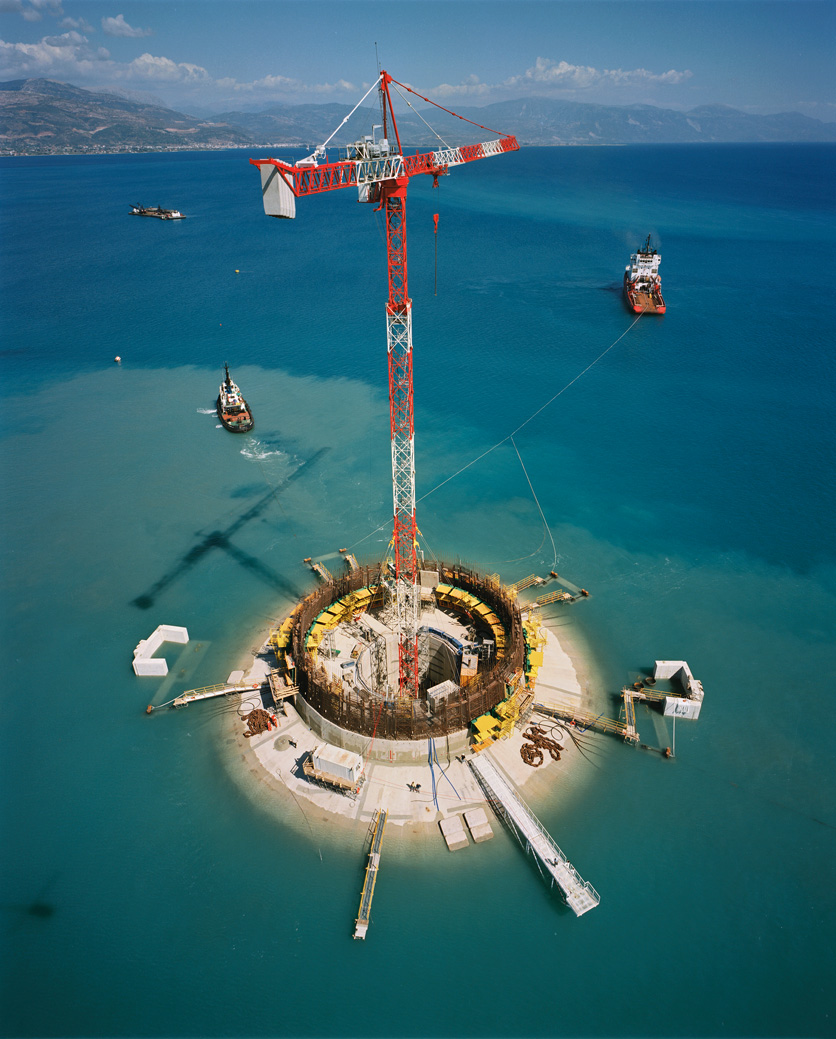
主塔修建

早在1880年当时的希腊总理就有在科林斯灣的西端建造一座跨海大桥的主意。当年他在希腊议会中建议在帕特雷建造一座大桥。但是这个主意的技术困难太大了，虽然如此他于1889年（福斯橋建成的同年）授意希腊工程师研究在里翁和安迪里翁间建造一座桥梁的可能性。虽然当时的技术还没有使用地震记录来考察当地的地震活动的技术，因此当时的工程师还不能完全理解这个项目的困难度，但是虽然如此他们已经发现无法克服当地的情况了。科林斯灣最窄的地方宽约2.5千米，水深达65米。此外在帕特雷水流很急，而且经常爆发地震和狂风。因此使用当时的技术在当地造桥完全不可能。此后一百多年里没有人再提出这个建议。
甚至在1992年希腊工程师协会重新研究建桥可能性时认为在这里建桥不可能。除了在1889年已经确认的困难外专家们还发现了许多新的困难。最大的困难是海底完全缺乏地基条件。整个海底是沙、淤泥和卵石，即使钻到100多米的深处了依然未能找到可以作为地基的岩石。对当地地震活动的仔细研究也得出很悲观的结论：在100年终当地发生了七次4.5级以上的地震，此外每年伯罗奔尼撒半岛离大陆的距离增加数毫米。假如发生巨大地震的话半岛与大陆之间的距离最大可能扩大一至两米。另一个困难是在20世纪内数量剧增的船运，为了不阻挡船运大桥在最宽处必须离水面至少高50米以上。
尽管希腊工程师协会的判决是否定性的，但是这个判决并未能够停止建桥的展望。但是由于发现的许多困难桥的设计需要全新的、不寻常的方案和结构设想。因此里翁-安迪里翁大桥成为一座技术上极其有趣和非常创新的建筑物，许多细节上的解决方案都是完全创新的。
在进行设计比赛后一个法国和希腊的合作企业被授任进行计划和建筑，法国万喜集团在该合作企业中占53%。为此专门成立的建筑公司的设计为建造一座有四个桥墩的斜拉桥，每个桥墩上有368根钢索来拉住桥面。
1998年7月19日奠基，2004年6月最后两个桥墩连接，整个建筑的建造费为7.71亿欧元。
2004年8月7至8日通过一个盛大仪式和焰火晚会大桥正式启用。在仪式上希腊国家足球队教练奥托·雷哈格尔、波兰奥林匹克金牌选手和希腊奥林匹克足球队教练持奥林匹克火炬跑过大桥。8月12日大桥通车。
2005年1月28日在9级狂风和雷雨中有一根钢筋起火断裂，大桥因此停用。2月1日每方向一股道恢复通车，这个状态维持到断裂的钢筋被修复。目前大桥恢复了四股道使用。

## 位置
希腊东部的大陆地区交通良好，但是人口比较稀少的西北缺乏大的公路和铁路连接。1990年代末希腊开始了两个大的高速公路项目来改善西北部的交通。其一是东西向的2号高速公路。它将伊庇鲁斯与马其顿和色雷斯连接，这条公路基本已经完成。另一条是南北向的5号高速公路。里翁-安迪里翁大桥是2号高速公路的一部分。
里翁位于帕特雷东部，1998年称为城市。帕特雷大学的校园位于这里。除高速公路外当地还有一座窄轨火车站，目前正在建造的宽轨铁路也将在这里有一座火车站。
安迪里翁的重要性远远没有里翁那么大，它向来是去往伯罗奔尼撒的渡船的港口。

## 使用
桥面上有四股道，行车时间为五分钟。轿车需要交付11.20欧元，客车约60欧元。到2039年为止建筑公司可以收费，此后大桥属于希腊国家。行人和自行车使用大桥不需交费。
在大桥建成之前要越过科林斯灣只能使用渡船。大桥建成后渡船船主获得补偿，但是继续运行。渡船的收费是大桥的一半，在船上可以非常好地看桥。

桥梁数据